# Orde van Newfoundland en Labrador
De Orde van Newfoundland en Labrador (Engels: Order of Newfoundland and Labrador, Frans: Ordre du Terre-Neuve-et-Labrador) is een in 2001 ingestelde onderscheiding van de Canadese provincie Newfoundland en Labrador.

Ieder jaar worden niet meer dan acht inwoners, of mensen die lange tijd in de provincie woonden, in deze Ridderorde opgenomen. De eerste benoemingen werden in 2004 gedaan.

Het criterium voor benoeming is "uitmuntende en bijzondere prestaties" die de provincie en haar inwoners ten goede kwamen.

Vreemdelingen kunnen als "honoraire leden" worden benoemd.
De onderscheiding wordt uitgereikt door de luitenant-gouverneur van Newfoundland en Labrador.

## Leden
Hieronder staan een aantal bekende leden van de Orde vermeld tezamen met het jaar waarin ze tot lid benoemd werden.
- Brad Gushue, Olympisch kampioen curling (2006)
- Mark Nichols, Olympisch kampioen curling (2006)
- Christopher Pratt, kunstenaar (2018)
- Kaetlyn Osmond, Olympisch en wereldkampioen kunstschaatsen (2019)